# 에밀리아 바샤리오바
에밀리아 바샤리오바(슬로바키아어: Emília Vášáryová, 1942년 5월 18일~)는 슬로바키아의 배우이다. 2004 체코 사자상 여우주연상, 2016 선 인 어 넷상 여우주연상 수상자이다.

## 출연 작품
- 더 라인 (2017)
- 에바 노바 (2015)
- 파렴치한 (2008)
- 바클라브 (2007)
- 뷰티 인 트러블 (2006)
- 나는 영국 왕을 섬겼다 (2006)
- 업 앤 다운 (2004)
- 아늑한 곳 (1999)
- 그림자 속의 색채 (1997)
- 익살꾼 이야기 (1964)
- 우주 끝으로의 여행 (1963)